# Pokrowskoje (Prjamizyno)
Pokrowskoje (russisch Покровское) ist ein Dorf (selo) in der Oblast Kursk in Russland. Es gehört zum Rajon Prjamizyno und zur Landgemeinde (selskoje posselenije) Artjuchowski selsowjet.

## Geographie
Der Ort liegt gut 30 km Luftlinie südwestlich des Oblastverwaltungszentrums Kursk im südwestlichen Teil der Mittelrussischen Platte, 13 km südwestlich des Rajonverwaltungszentrums Prjamizyno, an der norden Grenze vom Sitz des Dorfsowjet – Artjuchowka, 58 km von der Grenze zwischen Russland und der Ukraine, am Fluss Ditschnja (linker Nebenfluss des Seim).

### Klima
Das Klima im Ort ist wie im Rest des Rajons kalt und gemäßigt. Es gibt während des Jahres eine erhebliche Niederschlagsmenge. Dfb lautet die Klassifikation des Klimas nach Köppen und Geiger.

## Bevölkerungsentwicklung
| Jahr | Einwohner |
| ---- | --------- |
| 2002 | 150       |
| 2010 | ▼102      |

Anmerkung: Volkszählungsdaten

## Verkehr
Pokrowskoje liegt 21 km von der Fernstraße föderaler Bedeutung M2 „Krim“ (ein Teil der Europastraße E105), an der Straße regionaler Bedeutung 38K-010 (M2 „Krim“ – Iwanino, Teil der Europastraße E38), an der Straße interkommunaler Bedeutung 38N-214 (38K-010 – Werchnjaja Malychina) und 8 km von der nächsten Eisenbahnhaltestelle 433 km (Eisenbahnstrecke Lgow-Kijewskij – Kursk) entfernt.
Der Ort liegt 117 km vom internationalen Flughafen von Belgorod entfernt.